# Pedrengo
Pedrengo là một đô thị ở tỉnh Bergamo trong vùng Lombardia của nước Ý, có vị trí cách khoảng 50 km về phía đông bắc của Milano và khoảng 5 km về phía đông của Bergamo. Tại thời điểm ngày 31 tháng 12 năm 2004, đô thị này có dân số 5.321 người và diện tích là 3,6 km².
Pedrengo giáp các đô thị: Albano Sant'Alessandro, Gorle, Scanzorosciate, Seriate, Torre de' Roveri.